# 2016年レッドブル・エアレース・ワールドシリーズ 千葉
座標: 北緯35度38分23秒 東経140度01分55秒 / 北緯35.63972度 東経140.03194度
2016年レッドブル・エアレース・ワールドシリーズ 千葉では、通算11シーズン目となるレッドブル・エアレース・ワールドシリーズの内、2016年6月4日・5日に日本の千葉県千葉市幕張海浜公園で行われた2016年シーズン第3戦について述べる。千葉戦は今シーズンで唯一の開水域の海上レーストラックで行われる。

## 概要
2015年12月16日、2016年シーズンの開催地8都市が発表され、2015年シーズンに引き続き、日本での開催が決定した。当初、開催地及び時期は未定だったが、2016年1月27日に昨シーズンと同じく千葉県の幕張海浜公園で行われることが発表された。
入場者数は、2日間合計で12万人。
昨シーズン8戦中表彰台を逃したのは1度のみのマット・ホール（オーストラリア）は、今シーズンは背中を痛めた影響で（10Gがかかるエアレースでは痛みも何十倍にも増す）思うような結果を残せていないが、レッドブル・エアレース専属の理学療法士の治療を受けたほか、地元で背中の強化に取り組み、合間に航空ショーへの出演も果たし、順調な回復ぶりを見せた。開幕戦の結果は11位と振るわなかったものの、第2戦で2014年シーズン以来となる表彰台（3位）に達したナイジェル・ラム（イギリス）は、千葉でも上位争いに食い込むと闘志を見せた。唯一の日本人パイロット・室屋義秀は、昨シーズンの千葉戦でラウンド・オブ・14でトラック・レコードとなる50.779秒を記録したが、ラウンド・オブ・8でオーバーGで敗退、今シーズンも2戦連続でオーバーGでDNFで敗退しており、3戦連続のDNFを避けるべく調整に励んだ。シュピールベルクで予選1位となり、初の表彰台が期待されながら気負いすぎてラウンド・オブ・14でオーバーGにより敗退したフアン・ベラルデ（スペイン）は、千葉も含めた今後のレースで安定した結果を出し、シュピールベルクのミスを挽回すべくチームで敗因を研究した。
本戦ではナショナルパートナーとして室屋のスポンサーでもあるレクサスがオフィシャルカーを提供したほか、スタッフの移動手段として小型の電気自動車が利用されている。
またエアレース史上初となる、総勢18名のレースクイーンが発足した。
| 名前               | パイロット               | チーム名                                |
| ------------------ | ------------------------ | --------------------------------------- |
| 西村いちか（優勝） | マルティン・ソンカ       | No.8 レッドブルチーム ソンカ            |
| 林紗久羅           | ナイジェル・ラム         | No.9 ブライトリング レーシング チーム   |
| 千葉悠凪           | カービー・チャンブリス   | No.10 チーム チャンブリス               |
| 森園れん           | フランソワ・ルボット     | No.12 FLV レーシング チーム             |
| 斉藤絢女（2位）    | ペトル・コプシュタイン   | No.18 チーム シュピールベルグ           |
| 瀬野ユリエ         | マティアス・ドルダラー   | No.21 マティアスドルダラー レーシング   |
| 田中梨乃           | ハンネス・アルヒ         | No.22 ハンネス アルヒ レーシング        |
| 岩瀬香奈           | フアン・ベラルデ         | No.26 チーム ベラルデ                   |
| 河瀬杏美           | ニコラス・イワノフ       | No.27 チーム ハミルトン                 |
| 藤木由貴（3位）    | 室屋義秀                 | No.31 チーム ファルケン                 |
| 近藤みやび         | ピーター・ポドランセック | No.37 ピーターポドランセック レーシング |
| 安田七奈           | ピート・マクロード       | No.84 チーム マクロード                 |
| 宮越愛恵           | マット・ホール           | No.95 マット ホールレーシング           |
| 小山桃             | マイケル・グーリアン     | No.99 チーム グーリアン                 |

イメージガールは以下の通り。
- 水谷望愛
- 早瀬あや
- 佐崎愛里
- 荒井つかさ

6月4日、午前から吹き始めた風は午後には白波が立つほど強くなり、2.5メートルの高波と風速19メートルの強風の影響で安全が保てないと判断され、午後に予定されていた予選はチャレンジャークラス、マスタークラス共に中止となった。ラウンド・オブ・14の組み合わせは、第2戦終了時点のポイントランキングで決められた。

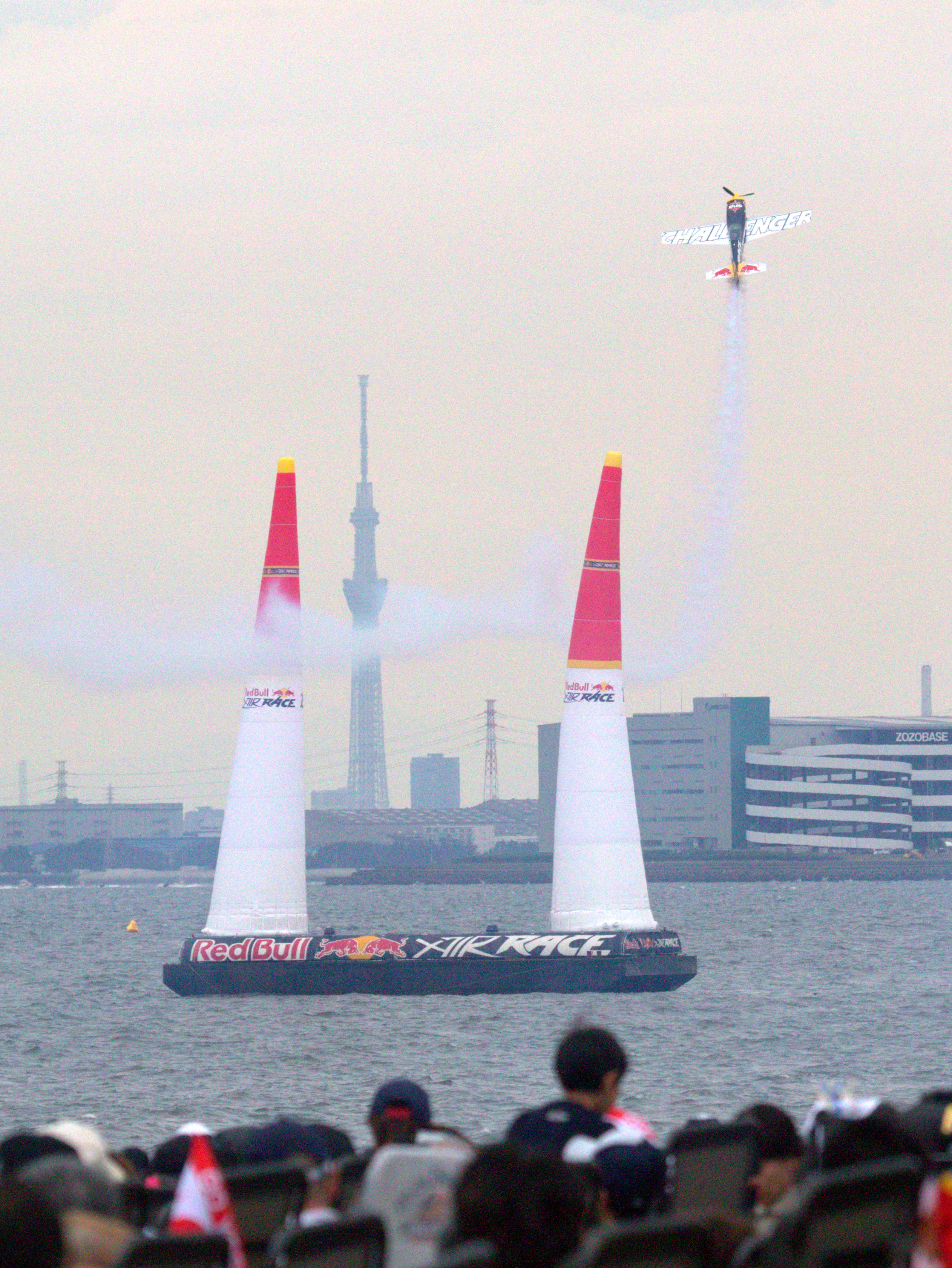
エクストラ 330LX（機体記号：OE-ARO）

チャレンジャークラス
本大会には、開幕戦勝者のダニエル・リファ（スウェーデン）及び第2戦勝者のフロリアン・バーガー（ドイツ）の両名が出場しない。海上レースを経験したことがあるのは、昨年、千葉戦に出場したフランシス・バロス（ブラジル）とクリスチャン・ボルトン（チリ）、2014年シーズンのルーク・チェピエラ（ポーランド）の3名である。6月3日に行われた2度のフリー練習では、ボルトンが2度ともトップを走った。4日午前に行われた3本目のフリー練習でもボルトンが、前日からタイムは落としたものの、2位に2秒の差を付けて首位を守った。
ボルトンが好調を維持し今シーズン初優勝（昨シーズン開幕戦以来）、2戦連続で2位だったケヴィン・コールマン（アメリカ）が三度2位に入った。

マスタークラス
6月3日に行われたフリー練習では、1本目では多くのパイロットが何らかのミスをしたが、2本目では修正し、上位4名が0.672秒差にひしめく混戦となった。タイム面では、マット・ホール（オーストラリア）、室屋義秀（日本）、マティアス・ドルダラー（ドイツ）が2本とも好調を維持した。
ラウンド・オブ・14では、ニコラス・イワノフ（フランス）が体調不良によりDNSで棄権し、対戦相手のフアン・ベラルデ（スペイン）は自身初となるラウンド・オブ・8への進出を果たした。母国開催でファンの期待を一身に背負う室屋はスモークシステムの故障で+1秒のペナルティを課せられる。室屋の対戦相手であるピート・マクロード（カナダ）は中盤まで室屋を上回るタイムを記録したが、水平角度の違反で+2秒のペナルティを負ったことで焦ったのか、オーバーGによりDNFで敗退した。マルティン・ソンカ（チェコ）が唯一1分4秒台を記録した。
敗者最速枠でラウンド・オブ・8に進んだハンネス・アルヒ（オーストリア）は、スタートゲート進入時のスピード超過で+1秒のペナルティを受けたことが響き、敗退。室屋のチームは昨シーズンまで自身のチームに所属し、現在はイワノフのチームに所属するテクニシャンの力を借りてスモークシステムの故障を直し、ラウンド・オブ・8に臨み、ラウンド・オブ・14のソンカにはわずかに及ばないものの、1:04.610の好記録を出した。対戦するドルダラーは攻めすぎてオーバーGにより敗退、室屋が今シーズン初めてファイナル4に進出した。ベラルデはミスなくクリーンな飛行をしたが、ソンカには及ばなかった。
ファイナル4で2番目に飛んだ室屋が先行したラムを上回る1分4秒台を記録し、表彰台を確定させた。残るチャンブリスとソンカは途中まで室屋を上回るタイムを記録したが、後半のバーティカルターンで失速し、室屋が悲願の初優勝を果たした。後にソンカは「意識的にオーバーGを避けてしまった」とコメントした。
4人のタイム差は1秒以内、室屋と2位のソンカの差はわずか0.1秒差で、室屋は試合後に「ファンブースト（ファンの後押し）のおかげ」とコメントをした。この勝利で室屋はチャンピオンシップポイント15ポイントを獲得し、11位から4位に上昇したが、各選手のポイント差は小刻みであるため、総合優勝の道はどの選手にも開けている。
テレビ東京系列の『YOUは何しに日本へ?』で、成田国際空港でスタッフがインタビューしたのがナイジェル・ラムのチームでアナリストを務めるマックス・ラムで、レースの前日と当日に密着する様子が2016年7月4日に放送された。

### 観戦エリア
幕張海浜公園の観戦エリア・座席は以下の種類が用意される。価格は税込み。
| 券種                      | 2日券     | 予選・単日券 当日券は同価格 | 決勝・単日券 当日券は同価格 | 記事                             |
| ------------------------- | --------- | --------------------------- | --------------------------- | -------------------------------- |
| プレミアムスカイラウンジ  | 350,000円 | －                          | －                          | 屋内・屋外席、ハンガーツアー付き |
| スカイラウンジ            | 250,000円 | －                          | －                          | 屋内・屋外席                     |
| クラブラウンジ            | 150,000円 | －                          | －                          | 屋内・屋外席                     |
| デラックスシート          | 50,000円  | －                          | －                          | リクライニングチェアあり         |
| Aエリア                   | 20,000円  | 8,000円                     | 14,000円                    |                                  |
| Bエリア                   | 13,000円  | 5,000円                     | 9,000円                     |                                  |
| Bエリア・カメラ専用エリア | 28,000円  | 15,000円                    | 19,000円                    |                                  |
| ファミリーエリア（4名）   | 30,000円  | －                          | －                          |                                  |

前年よりもチケット代が高額になり、「室屋義秀応援シート」等発売されなかった券種もあった。
中止時の払い戻しについては、2日券は2日とも中止になった場合のみ払戻し、土日のどちらかが中止になった場合は一部払い戻しも含めて実施しない。1日券は土日のどちらかが中止になった場合は該当する曜日のチケットを払戻す。
入場時にチケットとリストバンドを交換する。2日券の場合は両日とも同じリストバンドを使用する。再入場も可能。
幕張海浜公園へのアクセスは、プレミアムスカイラウンジ、スカイラウンジ、クラブラウンジ購入者で、駐車券を持っている観客を除き、自家用車の駐車場は用意されないので公共交通機関のみ。
また、浦安市総合公園では、浦安市民を対象としたパブリックビューイングが行われた。

## マスタークラス

### ラウンド・オブ・14
| ヒート | 順位 | パイロット1              | タイム1   | タイム2   | パイロット2            | 順位 |
| ------ | ---- | ------------------------ | --------- | --------- | ---------------------- | ---- |
| 1      | 11   | ピーター・ポドランセック | 1:11.6081 | 1:06.509  | カービー・チャンブリス | 7    |
| 2      | 6    | 室屋義秀                 | 1:06.0222 | DNF34     | ピート・マクロード     | 12   |
| 3      | 13   | マイケル・グーリアン     | DNF3      | 1:05.552  | ナイジェル・ラム       | 5    |
| 4      | 1    | マルティン・ソンカ       | 1:04.352  | 1:05.356  | ハンネス・アルヒ       | 4    |
| 5      | 2    | マット・ホール           | 1:05.029  | 1:11.0645 | フランソワ・ルボット   | 10   |
| 6      | 8    | フアン・ベラルデ         | 1:06.604  | DNS6      | ニコラス・イワノフ     | 14   |
| 7      | 9    | ペトル・コプシュタイン   | 1:06.752  | 1:05.125  | マティアス・ドルダラー | 3    |

| 凡例                     | 凡例 |
| ------------------------ | ---- |
| ラウンド・オブ・8進出    |      |
| ノックアウト（敗退）     |      |
| 敗者の中で最速（＝進出） |      |

- ^1 ゲート7でパイロンヒットにより+3秒のペナルティ[27]
- ^2 スモークが出ておらず+1秒のペナルティ[27]
- ^3 オーバーGによりDNF（Did Not Finish＝失格）[27]
- ^4 ゲート5で水平角度違反で+2秒のペナルティ[27]
- ^5 ゲート8で水平角度違反で+2秒のペナルティ[27]
- ^6 体調不良によりDNS（Did Not Start＝棄権）[27]

### ラウンド・オブ・8
| ヒート | 順位 | パイロット1            | タイム1  | タイム2   | パイロット2            | 順位 |
| ------ | ---- | ---------------------- | -------- | --------- | ---------------------- | ---- |
| 8      | 2    | ナイジェル・ラム       | 1:05.128 | 1:06.1441 | ハンネス・アルヒ       | 6    |
| 9      | 1    | 室屋義秀               | 1:04.610 | DNF2      | マティアス・ドルダラー | 8    |
| 10     | 4    | カービー・チャンブリス | 1:05.352 | DNF2      | マット・ホール         | 7    |
| 11     | 5    | フアン・ベラルデ       | 1:06.143 | 1:05.144  | マルティン・ソンカ     | 3    |

| 凡例                 | 凡例 |
| -------------------- | ---- |
| ファイナル4進出      |      |
| ノックアウト（敗退） |      |

- ^1 スタートゲート通過時に201ノットを越えたため+1秒のペナルティ[28]
- ^2 オーバーGによりDNF[28]

| 順 位 | No. | パイロット             | タイム   | ペナルティ |
| ----- | --- | ---------------------- | -------- | ---------- |
| 1     | 31  | 室屋義秀               | 1:04.992 |            |
| 2     | 8   | マルティン・ソンカ     | 1:05.097 |            |
| 3     | 10  | カービー・チャンブリス | 1:05.618 |            |
| 4     | 9   | ナイジェル・ラム       | 1:05.734 |            |

| 順 位 | パイロット               | ポイント |
| ----- | ------------------------ | -------- |
| 1     | 室屋義秀                 | 15       |
| 2     | マルティン・ソンカ       | 12       |
| 3     | カービー・チャンブリス   | 9        |
| 4     | ナイジェル・ラム         | 7        |
| 5     | フアン・ベラルデ         | 6        |
| 6     | ハンネス・アルヒ         | 5        |
| 7     | マット・ホール           | 4        |
| 8     | マティアス・ドルダラー   | 3        |
| 9     | ペトル・コプシュタイン   | 2        |
| 10    | フランソワ・ルボット     | 1        |
| 11    | ピーター・ポドランセック | 0        |
| 12    | ピート・マクロード       | 0        |
| 13    | マイケル・グーリアン     | 0        |
| 14    | ニコラス・イワノフ       | 0        |

## チャレンジャークラス

### 決勝
| 順 位 | No. | パイロット             | タイム   | ペナルティ |
| ----- | --- | ---------------------- | -------- | ---------- |
| 1     | 5   | クリスチャン・ボルトン | 1:15.747 |            |
| 2     | 48  | ケヴィン・コールマン   | 1:16.304 |            |
| 3     | 6   | ルーク・チェピエラ     | 1:17.514 |            |
| 4     | 33  | メラニー・アストル     | 1:17.730 |            |
| 5     | 24  | ベン・マーフィ         | 1:18.496 |            |
| 6     | 77  | フランシス・バロス     | 1:21.439 | +3秒1      |

- ^1 ゲート7にてパイロンヒットにより+3秒のペナルティ[29]

## 第3戦終了後のランキング
| 順 位 | パイロット               | トー タル |
| ----- | ------------------------ | --------- |
| 1     | マティアス・ドルダラー   | 30        |
| 2     | カービー・チャンブリス   | 20        |
| 3     | ニコラス・イワノフ       | 19        |
| 4     | 室屋義秀                 | 18        |
| 5     | ハンネス・アルヒ         | 17        |
| 6     | ナイジェル・ラム         | 16        |
| 7     | マルティン・ソンカ       | 14        |
| 8     | マット・ホール           | 12        |
| 9     | ピート・マクロード       | 11        |
| 10    | フランソワ・ルボット     | 10        |
| 11    | フアン・ベラルデ         | 7         |
| 12    | マイケル・グーリアン     | 6         |
| 13    | ピーター・ポドランセック | 3         |
| 14    | ペトル・コプシュタイン   | 2         |

| 順 位 | パイロット             | トー タル |
| ----- | ---------------------- | --------- |
| 1     | ケヴィン・コールマン   | 24        |
| 2     | フロリアン・バーガー   | 16        |
| 3     | ダニエル・リファ       | 16        |
| 4     | クリスチャン・ボルトン | 14        |
| 5     | ルーク・チェピエラ     | 8         |
| 6     | ベン・マーフィ         | 6         |
| 7     | メラニー・アストル     | 4         |
| 8     | フランシス・バロス     | 2         |